# Allflaws
Allflaws est un groupe (one man band) britannique de musique industrielle et trip hop, originaire de Bristol, en Angleterre. 

## Histoire
Le groupe est formé en 2004 à Bristol par Gabriel Curran. Producteur, chanteur et compositeur, Curran est le leader et seul membre officiel de Allflaws. Dans une interview accordée en 2020, il explique être tombé amoureux et devenu totalement « obsédé » dès son adolescence par le hip-hop, genre musical qui abordait les sujets politiques et de la rébellion sociale.
En 2012, il sort son premier EP R Complex. Il est suivi du premier album studio de Allflaws, These Walls are Lies, sort en 2007, suivi par Black Box Here After, deux ans plus tard en 2009. En 2010, Allflaws sort le clip du morceau Escaping Sanity, puis annonce la sortie d'un clip lyrique de spoken word intitulé Acid Face ; tous extraits de l'album Black Box Here After. Escaping Sanity est classé « recommandé » par le Fame Magazine.
En 2013, Allflaws sort son troisième album, Versus the Soul,,, publiant au passage un autre clip, celui de Metamorphosis, banni de YouTube qui le considère comme trop polémique. En 2019, il sort le clip du morceau Rebel Spirit, à ce moment extrait de l'album à venir Mysterium, prévu et sorti le 11 novembre 2019,. En 2021, il sort l'album Arcana.

## Style musical
Le style musical du groupe fusionne de façon éclectique divers genres de musique électronique et repose principalement sur le rap et le chant de Curran. Il se caractérise par la noirceur poétique et suggestive des paroles, sur des thèmes évoquant la science-fiction, la maladie mentale, la fantasy et la politique.
L'album Rebel Spirit « fusionne des breaks industriels entraînants, des synthés dystopiques, des samples distordus et le lyrisme convaincant et poétique du leader Gabriel Curran ».

## Discographie

### Albums studio
- 2007 : These Walls are Lies
- 2009 : Black Box Here After
- 2013 : Versus the Soul
- 2016 : Apparitions
- 2019 : Mysterium
- 2021 : Arcana

### EP
- 2009 : Ghost of the System
- 2009 : Replicant Breed
- 2012 : R Complex

### Singles
- 2010 : Escaping Sanity
- 2011 : Amrak
- 2011 : Interfearence
- 2012 : Manufactured Violence